# Bolton Percy
Bolton Percy – wieś w Anglii, w hrabstwie North Yorkshire, w dystrykcie (unitary authority) North Yorkshire. Leży 13 km na południowy zachód od miasta York i 272 km na północ od Londynu. W 2001 miejscowość liczyła 305 mieszkańców.